# Draperade klädesplagg
| Romare iklädd toga.Illustration från Dictionary of Classical Antiquities 1891.  |  | Kvinna i sari (1847) |
| Romare iklädd toga. Illustration från Dictionary of Classical Antiquities 1891. |  | Kvinna i sari (1847) |

Ett draperat klädesplagg är ett stycke tyg, skinn eller päls som draperas, lindas eller binds runt bärarens kropp. Det kan sedan fästas med knut, nål, bälte, fibula, knäppen, sjalar, vikta låsta veck eller enbart med sin tyngd. Ett annat namn för denna typ av klädesplagg är svepkläder eftersom de till funktionen sveps runt kroppen. Sari, sarong och dhoti är exempel på i nutid vardagsanvända draperade plagg. Toga, chiton och himation är exempel på draperade plagg som tidigare, i historisk tid, varit vardagsplagg. Vanligen består draperade klädesplagg av ett enda tygstycke men en person kan bära flera lager av draperade plagg såsom en chiton med en himation över. En bra ekonomiskt fördel med att klä sig i draperade plagg är att det som bärs draperat förblir i sin grundform. Därigenom kan samma plagg anpassas efter och bäras av  personer med olika storlekar eller av samma person om denne varierar i storlek.  

## Exempel på draperade klädesplagg
- Sari
- Toga
- Sarong
- Dhoti
- Poncho
- Mantel